# Cervantes (film)
Cervantes is een Spaans-Frans-Italiaanse avonturenfilm uit 1967 onder regie van Vincent Sherman. Het scenario is gebaseerd op de gelijknamige roman uit 1934 van de Duitse auteur Bruno Frank.

## Verhaal
In de 16e eeuw stuurt paus Pius IV kardinaal Acquaviva en zijn assistent Miguel de Cervantes naar het Spaanse hof in Madrid. De paus hoopt dat koning Filips II hem zijn steun zal toezeggen in zijn strijd tegen de Moren. Bij zijn terugkeer in Rome wordt Cervantes gevraagd om de Ottomaanse gezant Hassan Bei te begeleiden. Ondanks de culturele verschillen ontstaat tussen de beide mannen een hechte vriendschap. Later neemt hij samen met zijn broer Rodrigo deel aan de slag bij Lepanto. Hun schip wordt op de terugweg door piraten geënterd en ze worden als gevangenen naar Algiers gebracht. Na hun vrijlating door Hassan willen ze er de christelijke slaven bevrijden.

## Rolverdeling
| Acteur             | Personage              |
| ------------------ | ---------------------- |
| Horst Buchholz     | Miguel de Cervantes    |
| Gina Lollobrigida  | Giulia                 |
| José Ferrer        | Hassan Bei             |
| Louis Jourdan      | Kardinaal Acquaviva    |
| Francisco Rabal    | Rodrigo Cervantes      |
| Antonio Casas      | Favio                  |
| Soledad Miranda    | Nessa                  |
| Ángel del Pozo     | Juan van Oostenrijk    |
| Ricardo Palacios   | Sancho                 |
| Maurice de Canonge |                        |
| Tiziano Cortini    |                        |
| José Jaspe         | Turkse diplomaat       |
| Claudine Dalmas    |                        |
| José Nieto         | Minister van Filips II |
| Andrés Mejuto      | Vader van Cervantes    |
| André Spengler     |                        |
| George Rigaud      | Graaf van Luca         |
| José Marco         |                        |
| Antoine Fontaine   |                        |
| Mario Morales      |                        |
| Fernando Hilbeck   | Carlos                 |
| Amalia Velázquez   |                        |
| Fernando Rey       | Filips II van Spanje   |